# Chamna
Il Chamna (in russo Хамна?) è un fiume della Siberia orientale, affluente di destra dell'Aldan (bacino idrografico della Lena). Si trova in Russia, nella Sacha (Jacuzia).
Il fiume ha origine dai monti Ulachan Bom (кребет Улахан Бом), scorre dapprima in direzione nord e svolta poi in direzione occidentale; sfocia nel fiume Aldan a 806 km dalla sua foce nella Lena. La lunghezza del Chamna è di 222 km, l'area del suo bacino è di 3 520 km².